# Hieracium hepaticum
Hieracium hepaticum es una especie de planta con flor del género Hieracium, de la familia Asteraceae, orden Asterales.

## Distribución
Hieracium hepaticum se distribuye por Noruega y Suecia.

## Taxonomía
Fue descrita científicamente por (Lindeb.) Norrl.
Tratamiento taxonómico
La especie aparece registrada y publicada en Acta Soc. Fauna Fl. Fenn.